# Raphaël Personnaz
Raphaël Personnaz (Paris,  23 de julho de 1981) é um ator francês. Ele apareceu em mais de cinquenta filmes desde 1998. Ele foi premiado com o Prix Patrick Dewaere em 2013.

## Vida pessoal
Nascido em 23 de julho de 1981 no 13º arrondissement de Paris, seu pai era designer de móveis e sua mãe, tradutora de poetas gregos contemporâneos, Personnaz iniciou sua carreira principalmente no teatro. Ele treinou no conservatório do vigésimo distrito de Paris.

## Filmografia
| Ano  | Título                                  | Papel                   | Diretor                   | Notas                                         |
| ---- | --------------------------------------- | ----------------------- | ------------------------- | --------------------------------------------- |
| 1998 | Un homme en colère                      | Adrien                  | Caroline Huppert          | Série de TV (1 Episódio)                      |
| 2000 | Nestor Burma                            | Cédric Condorcet        | Jacob Berger              | Série de TV (1 Episódio)                      |
| 2000 | La kiné                                 | Adrien                  | Daniel Vigne              | Série de TV (1 Episódio)                      |
| 2000 | Un homme à la maison                    | Julien Bouttier         | Michel Favart             | Telefilme                                     |
| 2001 | Le roman de Lulu                        | Christophe              | Pierre-Olivier Scotto     |                                               |
| 2001 | Une femme amoureuse                     | Thomas                  | Jérôme Foulon             | Telefilme                                     |
| 2001 | Malraux, tu m'étonnes!                  | Alain Malraux           | Michèle Rosier            |                                               |
| 2001 | Sa mère, la pute                        |                         | Brigitte Roüan            | Telefilme                                     |
| 2002 | Louis la brocante                       | Guillaume Costelli      | Michel Lang               | Série de TV (1 Episódio)                      |
| 2002 | Une autre femme                         | Julien                  | Jérôme Foulon             | Telefilme                                     |
| 2002 | Mille millièmes                         | Denis                   | Rémi Waterhouse           |                                               |
| 2002 | Une maison dans la tempête              | Louis                   | Christiane Lehérissey     | Telefilme                                     |
| 2003 | La deuxième vérité                      | Mathias Lacroix         | Philippe Monnier          | Telefilme                                     |
| 2003 | À la petite semaine                     | Jean-Hugues / Tony      | Sam Karmann               |                                               |
| 2003 | Demain nous appartient                  | Marc                    | Patrick Poubel            | Telefilme                                     |
| 2003 | Péril imminent                          | Laurent Ercourt         | Christian Bonnet          | Telefilme                                     |
| 2003 | Le fabuleux destin de Perrine Martin    | The blind               | Olivier Ciappa            | Curta-metragem                                |
| 2004 | Nos vies rêvées                         | René                    | Fabrice Cazeneuve         | Telefilme                                     |
| 2004 | Quand la mer se retire                  | Jacques                 | Laurent Heynemann         | Telefilme                                     |
| 2004 | The First Time I Turned Twenty          | Louis                   | Lorraine Lévy             |                                               |
| 2005 | Sauveur Giordano                        | Maxime Fiorez           |                           | Série de TV (1 Episódio)                      |
| 2005 | Les couilles de mon chat                | Jessie                  | Didier Bénureau           | Curta-metragem                                |
| 2005 | Esprit, es-tu là?                       | Damien                  | Edouard de Chabaneix      | Curta-metragem                                |
| 2005 | Travaux, on sait quand ça commence...   | Fireman                 | Brigitte Roüan            |                                               |
| 2005 | È pericoloso sporgersi                  | Him                     | Avril Tembouret           | Curta-metragem                                |
| 2005 | Il ne faut jurer... de rien!            | Jean-Guillaume          | Eric Civanyan             |                                               |
| 2005 | Merci, les enfants vont bien!           | Jérôme                  | Stéphane Clavier          | Série de TV (1 Episódio)                      |
| 2006 | Une virée                               |                         | Raphaël Personnaz         | Curta-metragem                                |
| 2006 | La traductrice                          | Vincent                 | Elena Hazanov             |                                               |
| 2006 | Blame It on Fidel                       | Mathieu                 | Julie Gavras              |                                               |
| 2006 | Élodie Bradford                         | Arnaud                  | Régis Musset              | Série de TV (1 Episódio)                      |
| 2007 | Le clan Pasquier                        | Joseph                  | Jean-Daniel Verhaeghe     | Mini-Série de TV                              |
| 2007 | Fargas                                  | Arnoux                  | Didier Delaître           | Série de TV (1 Episódio)                      |
| 2008 | Charlotte Corday                        | Camille Desmoulins      | Henri Helman              | Telefilme                                     |
| 2009 | Au siècle de Maupassant                 | Théodore de Sommervieux | Jean-Daniel Verhaeghe     | Série de TV (1 Episódio)                      |
| 2009 | Les incroyables aventures de Fusion Man | Dan / Fusion Man        | Xavier Gens & Marius Vale | Telefilme                                     |
| 2009 | Ah, c'était ça la vie!                  | François                | Franck Apprederis         | Mini-Série de TV                              |
| 2009 | Rose et noir                            | Obamo                   | Gérard Jugnot             |                                               |
| 2010 | My Father's Guests                      | Carter                  | Anne Le Ny                |                                               |
| 2010 | George et Fanchette                     | Maurice                 | Jean-Daniel Verhaeghe     | Telefilme                                     |
| 2010 | The Princess of Montpensier             | Henrique III da França  | Bertrand Tavernier        | Nomeado- Prêmio César por ator mais promissor |
| 2011 | La chance de ma vie                     | Martin Dupont           | Nicolas Cuche             |                                               |
| 2011 | Forces spéciales                        | Elias                   | Stéphane Rybojad          |                                               |
| 2012 | Three Worlds                            | Al                      | Catherine Corsini         |                                               |
| 2012 | Anna Karenina                           | Alexander Vronsky       | Joe Wright                |                                               |
| 2012 | After                                   | Guillaume               | Géraldine Maillet         |                                               |
| 2012 | La stratégie de la poussette            | Thomas Platz            | Clément Michel            |                                               |
| 2013 | Au bonheur des ogres                    | Benjamin Malaussène     | Nicolas Bary              |                                               |
| 2013 | Art or Love                             | Mark                    | Charis Orchard            |                                               |
| 2013 | The French Minister                     | Arthur Vlaminck         | Bertrand Tavernier        | Prix Lumière por ator mais promissor          |
| 2013 | Marius                                  | Marius                  | Daniel Auteuil            | Prix Lumière por ator mais promissor          |
| 2013 | Fanny                                   | Marius                  | Daniel Auteuil            |                                               |
| 2014 | L'Affaire SK1                           | Franck Magne / Charlie  | Frédéric Tellier          |                                               |
| 2014 | The Gate                                | François Bizot          | Régis Wargnier            |                                               |
| 2014 | The New Girlfriend                      | Gilles                  | François Ozon             |                                               |
| 2016 | In the Forests of Siberia               | Teddy                   | Safy Nebbou               |                                               |

## Teatro
| Ano  | Título             | Autor                                           | Diretor          | Notas                |
| ---- | ------------------ | ----------------------------------------------- | ---------------- | -------------------- |
| 2007 | Van Gogh à Londres | Richard Wright (adaptado por Jean-Marie Besset) | Hélène Vincent   | Théâtre de l'Atelier |
| 2009 | Médée              | Jean Anouilh                                    | Ladislas Chollat | Vingtième Théâtre    |
| 2014 | House of Cards     | Beau Willimon                                   | Ladislas Chollat | Théâtre Hébertot     |